# El sol de los muertos

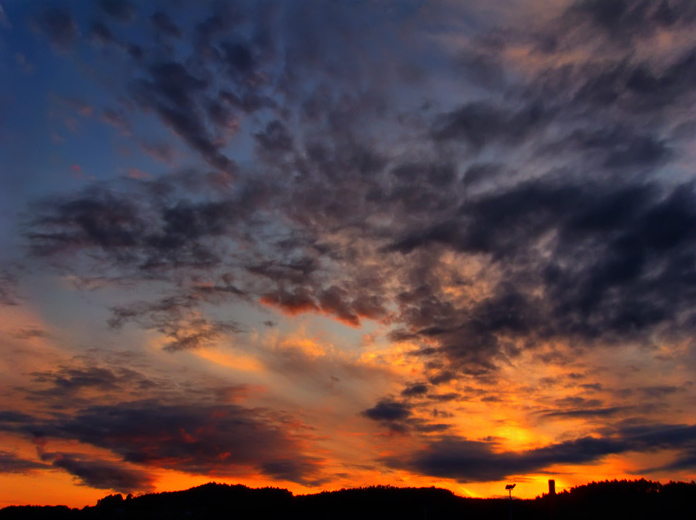
El Sol de los Muertos, los últimos resplandores que el sol despide al tocar en el ocaso. Atardecer en Torrelavega.

En Cantabria (España) se conoce como el sol de los muertos al último sol de la tarde que, según la mitología, enviarían los difuntos, y al cual se rezaba una oración mirando hacia el ocaso. Muy reverenciada, esta tradición se ha venido conservando en ciertas zonas de la comunidad hasta principios del siglo XX.
En otros lugares de Cantabria era aquel sol que se dejaba entrever en los días de llovizna. Se creía que en tal momento era entonces cuando los muertos regresaban a la vida.
Manuel Llano, estudioso de la mitología cántabra, escribiría su primera obra en 1928 con este título: El Sol de los Muertos.